# Kitro de Naxos
Kitro de Naxos (IG), Cédrat de Naxos, en grec Kitro Náxou est une liqueur à base de feuilles de cédrat, spécialité de l'île de Naxos, dans l'archipel des Cyclades en Grèce. Elle bénéficie du label européen de qualité Indication géographique des boissons spiritueuses (IG).

## Dénomination
Κίτρο Νάξου (Kítro Náxou). Le grec κίτρου (κίτρου) signifie agrumes (d'où Citrus) et aussi cédrat (C. medica) et par extension la liqueur de cédrat.

## Histoire
L'utilisation de la feuille de cédrat comme aromate est attestée depuis l'Antiquité, Apicius donne une  macération aromatique de feuilles de cédrat (Folia citri) pour faire du vin rosat,. Au Moyen Âge l'Anonyme Andalou donne une recette de sirop de feuilles de cédratier (n°471 JML).
La culture du cédrat à Naxos daterait du XVIIIe siècle, les fruits étaient exportés en grande quantité. Elle connait un déclin progressif après la Seconde Guerre mondiale. Les viticulteurs locaux avaient pour habitude de parfumer leur eau de vie de marc avec des feuilles de cédrat. En 1896, la marque Κίτρο Νάξου (Kítro Náxou) est enregistrée par Markos Vallindras comme liqueur de feuilles de cédrat. Sa notoriété internationale est grande au début du XXe siècle, puis elle périclite, la liqueur n'a plus qu'un marché local.
En 2024, il reste environ 2 000 cédratiers en culture sur l'île, et 2 distilleries : Vallindras à Chálki, primo distilleur du Cédrat de Naxos et Promponas à Chóra, créée par Dimitrios Promponas en 1915.

## L'IG
Le règlement CE no 110/2008 du parlement européen et du Conseil du 15 janvier 2008 concernant la définition, la désignation, la présentation, l'étiquetage et la protection des indications géographiques des boissons spiritueuses (JOEU 039 du 1er février 2008) - en cours de réforme - classe le Κίτρο Νάξου/Kitro of Naxos dans la catégorie 32.  Liqueur.
Le cahier des charges a été publié le 9 novembre 2016.

### Délimitation
Le matériel végétal est de Naxos et la distillation doit se faire sur place.

### Production
La liqueur est obtenue par le macération alcoolique (titre 40 %)  pendant trois heures de feuilles de cédrat (Citrus medica qui ne veut pas dire citrus médical mais Citrus de Médie) récoltées d'octobre à février, séchées deux jours (éventuellement de tiges et parties de fruits). La macération filtrée est ensuite distillée généralement deux fois jusqu'à obtention du gout typique.
Le Cédrat de Naxos est produit en trois couleurs (pigments extraits de produits végétaux) selon la teneur en alcool et en sucre : 
- Liqueur verte, titre alcoométrique de 25 à 30 % et teneur en sucre minimale de 16 %,
- Liqueur incolore, titre alcoométrique de 30 à 33 % et teneur en sucre minimale de 12 %,
- Liqueur jaune, titre alcoométrique de 33 à 36 % et teneur en sucre minimale de 10,5 %.

#### Liqueurs à base d'agrumes
- Cédratine, Limoncello -  limoncino, limonello, limonetta, liquore di limone, Arancello, Kumquat de Corfou
- Agrumato di Sicilia, Grand Marnier, Triplesec, Cointreau